# Алкет II
Алкет II (убит в 307 до н. э.) — царь Эпира из рода Пирридов, правивший в 313 — 307 годах до н. э.

## Биография
Алкет II, как «крайне несдержанный по характеру» по утверждению античного писателя Павсания, был изгнан из страны своим отцом и стал царём Эпира лишь после смерти своего брата Эакида.
Он ненавидел македонского царя Кассандра. Когда Кассандр узнал, что Алкет вступил на престол, он отправил своего полководца Ликиска против того. Сначала Ликиск потерпел поражение от эпиротов, но во второй битве одержал вверх и захватил Эвримены. После этого Алкет был вынужден просить мира. В 307 году до н. э. Алкет заключил союз с Кассандром, однако в том же году эпироты, не вынося его жестокости, убили Алкета и двух его сыновей.
После смерти Алкета власть в Эпире, при поддержке тавлантского царя Главкия, перешла к 12-летнему Пирру I.